# Tomoderus drescheri
Tomoderus drescheri es una especie de coleóptero de la familia Anthicidae.

## Distribución geográfica
Habita en Java (Indonesia).